# Cykeldrengene i Tørvegraven
Cykeldrengene i Tørvegraven er en dansk film fra 1941 instrueret af Bjarne Henning-Jensen efter eget manuskript.

## Handling
Filmen handler om 6-dagesløbet i Klondyke-terrænet i Trørød.